# 哈克尼車

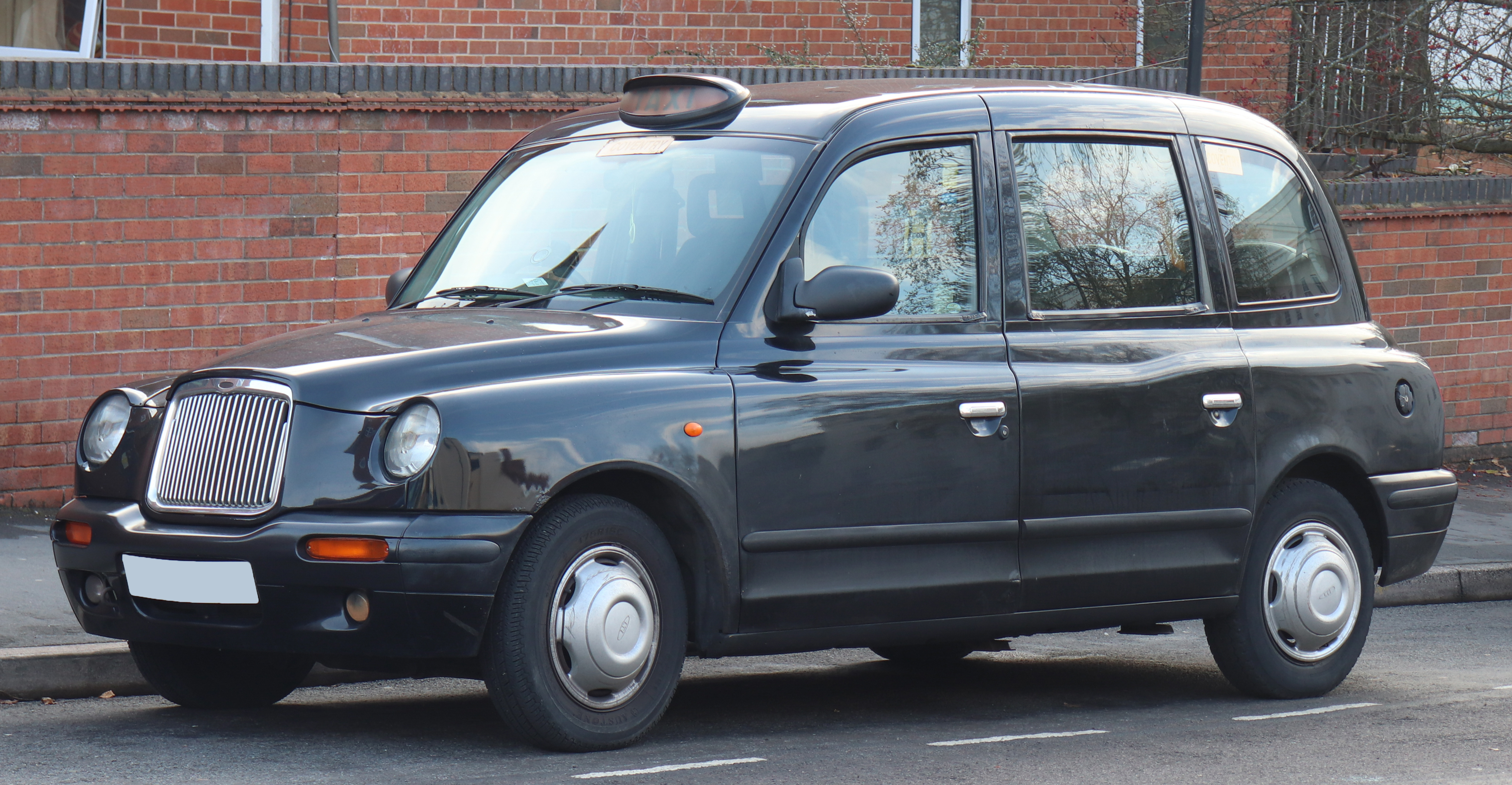
一辆LTI TXII哈克尼车

哈克尼車（英語：Hackney carriage，又称为「cab」）是計程車的一種。更為高檔的哈克尼車被稱為「remise」。在英國，現在哈克尼車是指獲得了政府許可經營的計程車。而在美國，波士頓市政府也有發行類似的許可。由於倫敦的黑色哈克尼車最為著名，因此現在「hackney carriage」一詞已成為倫敦計程車的代名詞。

## 历史

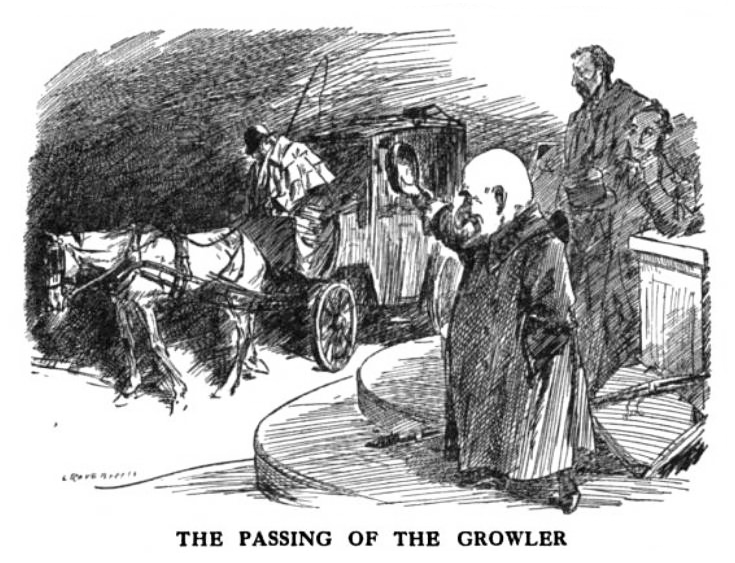
1900年左右的伦敦克拉伦斯车

“Hackney”一词最初指哈克尼马，适合作为马车用马。哈克尼车最早在17世纪出现于伦敦，提供出租车服务。由于数量泛滥，英格兰议会在1654年颁布伦敦及周边地区哈克尼车驾驶员管理规定，限制哈克尼车及其驾驶员的最高数量。1662年，苏格兰场委员会开始向包含哈克尼车在内的出租马车发行牌照并管理，并限制其数量为400个。相关法律在1679年到期后，限制数量增至700个，后续的立法进一步增加限制数量，直至法律于1832年废除。在19世纪的伦敦，私人的马车常被作为哈克尼车售出，这些车被重新涂装，以覆盖原车主印在车门上的盾章。
克拉伦斯车是其中一种被用作哈克尼车的马车，这种车拥有四个车轮和封闭式的车厢，与只有两个车轮的汉索姆马车和敞篷马车不同，一般可载四名乘客。
爱尔兰和苏格兰曾出现一种名为“诺迪”（Noddy）的、尺寸较小的双轮单匹哈克尼车。法国曾有一款名为“菲雅克车”的哈克尼车。

### 机动化

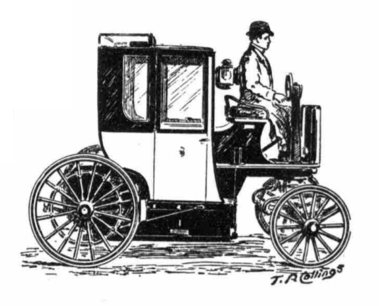
以电力驱动的伯西车

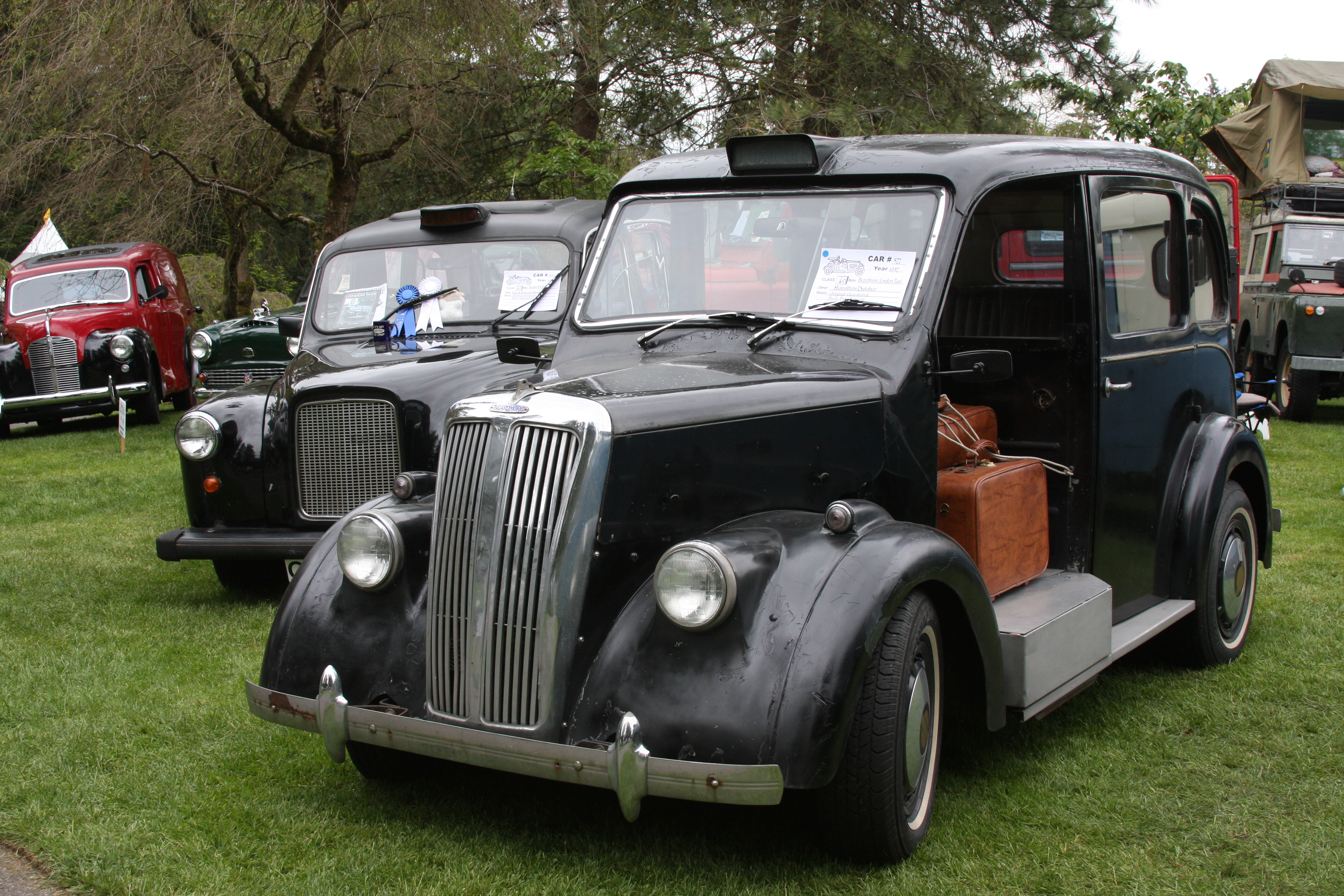
一辆1937年的威廉·比尔德摩尔公司哈克尼车

第一台以电力驱动的哈克尼车于1897年出现，先于以内燃机驱动的哈克尼车。伦敦在1897年8月引入了25台电动哈克尼车，当时被俗称为“伯西车”，来源自车辆设计者沃尔特·伯西，另一俗称是“蜂鸟车”，来源自车辆的声音。此后在20世纪初，以内燃机驱动的哈克尼车逐渐替代哈克尼马车，直至二战前夕，机动哈克尼车的数量为哈克尼马车的七倍。
英国将哈克尼车定义为允许在街道上来往行驶寻找乘客的出租车，与需要提前预约的私人租赁车辆相对。

### 仍在运营的哈克尼马车
英国部分地区仍有哈克尼马车服务，例如托基科金顿。位于伯克郡的温莎则被视作最后一个持续运营哈克尼马车的城镇，该镇的哈克尼马车目前由波伊尔果园车辆（Orchard Poyle Carriages）运营，其车辆的运营牌照从1830年开始在不同驾驶员的手中传承下来。
英国温莎-梅登黑德发放哈克尼马车牌照，允许其在温莎城堡和温莎大公园周边载客，但这些牌照仍依照1662年的法律管理。萨默塞特郡的巴斯偶尔有哈克尼马车运营，主要面向游客服务，但仍持哈克尼车牌照。

## 黑色出租车

哈克尼车的空车灯箱

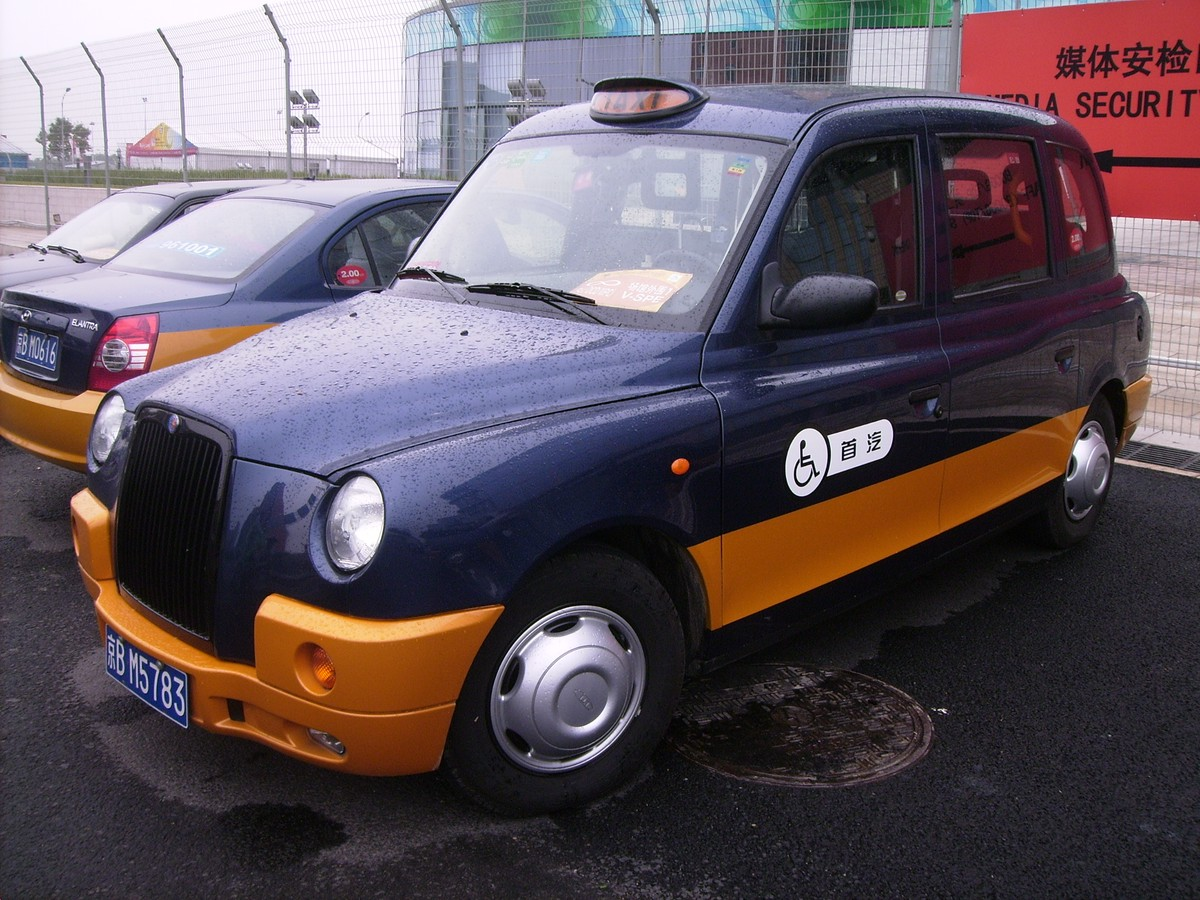
2008年北京奥运会期间，曾有约100辆哈克尼车在北京运营。

尽管并无法律规定伦敦出租车必须采用黑色涂装，但从二战末尾开始，伦敦的新出租车均以标准黑色涂装出售，使之在1970年代被租赁车辆贸易商俗称为“黑色出租车”，自此被广泛使用。但在二战以前，伦敦出租车的颜色种类繁多。